# 周木
周木（1447年—？），字近仁，南直隸蘇州府常熟縣人，明朝政治人物。

## 生平
成化十年（1474年）甲午科應天鄉試第三十名舉人，十一年（1475年）中式乙未科會試第二百九十五名，三甲第七十名進士。授南京行人司司副，升吏部郎中，出為浙江布政使司參政，致仕歸里。

## 家族
曾祖周季新；祖父周以敬；父周時望。